# Saint-Pantaléon-de-Lapleau
 Saint-Pantaléon-de-Lapleau  (en occitano Sent Pantaleon de la Pléu) es una comuna y población de Francia, en la región de Lemosín, departamento de Corrèze, en el distrito de Tulle y cantón de Lapleau.
Su población en el censo de 2008 era de 68 habitantes.
Está integrada en la Communauté de communes del Gorges de la haute Dordogne.

## Demografía
| 76 | 106 | 80 | 55 | 65 | 66 | 68 |
| Para los censos de 1962 a 1999 la población legal corresponde a la población sin duplicidades (Fuente: INSEE [Consultar]) |     |    |    |    |    |    |